# 联合国军

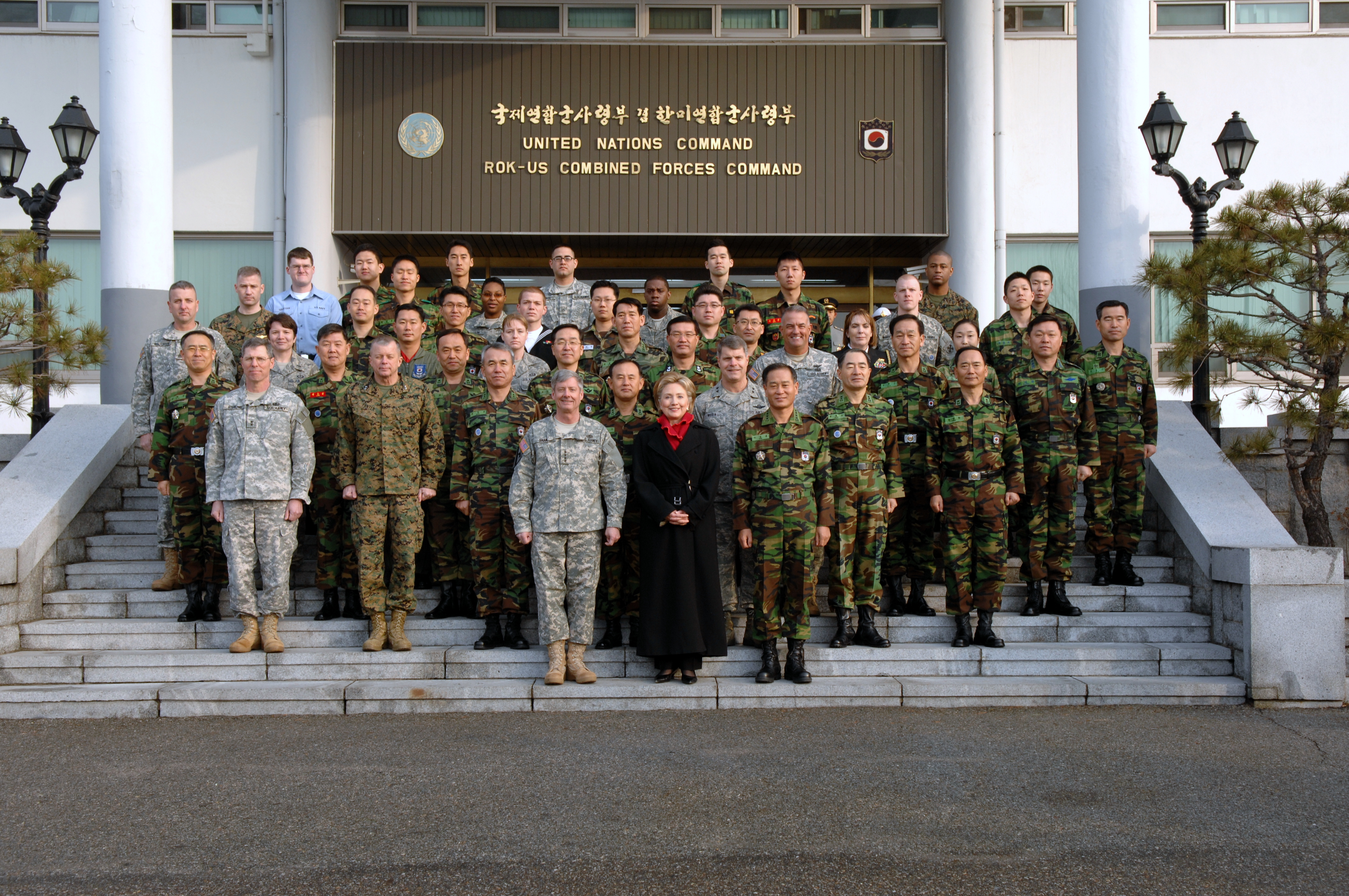
位於韓國首爾龍山基地的聯合國軍司令部兼韓美聯合司令部，2009年

联合国军，或称联合国军司令部，是朝鲜战争爆发后支援大韓民國政府的多國聯合部隊，依据1950年7月7日通过的聯合國安理會84號決議，由美国、英国等16个国家的军队组成。中華民國、瑞典、印度、丹麦、挪威、意大利6个国家为联合国军提供軍醫或医疗船。联合国军司令部是依据联合国安理会84号决议使用联合国旗帜的。
需要注意的是，1950年成立的“联合国军”与1948年设立、在朝鲜战争期间仍为非武装组织的联合国维和部队无关，两者在性质与指挥体系上也存在显著差异。“联合国军”实际上是由美国主导的多国部队。联合国曾多次在中文媒体明确表示，“联合国军”并不受联合国秘书长领导，其战斗报告也未定期提交给联合国机构。不过在战争初期，美国曾以代表身份向安理会提交过少量简要通报审议，但非系统性战报。
相比之下，联合国维和部队则完全由联合国安理会授权并由秘书长领导。联合国维和行动最早建立下属武装单位是在1956年苏伊士运河危机期间，当时设立了第一支具实质军事功能的联合国紧急部队。联合国本身并无常备军队或警队，而是依据各次维和任务的具体需要，从会员国中临时征集军人、警察和文职人员。
1975年，联合国大会通过第3390号决议，呼吁解散联合国军。但至今尚未签署和平协定，联合国军司令部亦存续至今。
1978年韩美联合军司令部成立后，韓國國軍前線部隊的任務由聯合國軍司令部移交給韓美聯军司令部管轄，但联合国军司令部并未随之撤销。目前，联合国军总司令职务由韩美联合军司令部司令兼任。

## 历史
1950年6月25日朝鲜战争爆发后，韩国国军不斷败退。7月7日，美国驻联合国代表向安理会提交了动议案，建议联合国会员国对大韓民國政府提供支援以击退“北朝鲜军队”的攻击；当时只有大韩民国政府获得联合国承认为“朝鲜半岛唯一合法政府”，亦使联合国否认半岛北方的朝鲜政权及朝鲜人民军之合法性。当日，聯合國安理會84號決議获得通过，該決議建議參戰各國將部隊提供給美國主持的“聯合國軍司令部”（United Nations Command），并要求美國指派該部隊的司令官，聯合國亦要求美國向安理會報告联合国军的行動。8日，杜鲁门任命美国远东军司令麦克阿瑟为联合国军总司令，“联合国军”正式建立。
参加联合国军的国家有美国、英国、法国、加拿大、澳大利亚、新西兰、荷兰、比利时、卢森堡、希腊、土耳其、哥伦比亚、泰国、菲律宾、南非、埃塞俄比亚共16个国家的作战部队，以及意大利、挪威、瑞典、丹麦、印度5个国家的医疗队。当时的韩国部队也受联合国军指挥，而中华民国亦参与了部分联合国军战俘营的管理工作。
由于联合国将联合国军的指挥权交给美国，因此战局实际由美军掌握。美军最初作战目的是将“北朝鲜军队”（朝鲜人民军）击退至三八线以北，然而在确定中苏不介入的前提下可一定程度越过三八线作战；随着9月中旬仁川登陆的顺利进行，改为协助李承晚为首的大韩民国政府武力统一朝鲜半岛，并于10月越过三八线作战，朝鲜战争进一步扩大，终致与中華人民共和國派出的中国人民志愿军作战。
1953年7月27日22时，朝鲜人民軍及中国人民志願軍一方与联合国军一方签定《朝鮮停戰協定》，大韩民国一方因李承晚的反对未参与签订协定，但事后遵循了协定。协议规定以三八度线附近双方实际控制的南北各兩公里宽之範圍设立非军事区，韩战就此结束。1957年，隨著遠東司令部廢除，聯合國軍司令部從東京移至漢城（今首爾）；同時，在日本神奈川縣的座間基地成立了“聯合國軍後方司令部”，直到2007年遷至橫田飛行場，且在日本有七個基地被指定為其設施。
1975年，联合国大会通过第3390号决议，期望美國能依照其預期在隔年解散「聯合國軍司令部」。其中美国、日本起草的决议A部分要求“所有直接有关各方”就取代停战协定的安排进行谈判，“以期联合国军司令部能在达成维持停战协定的安排时同时解散”；中华人民共和国、苏联起草的决议B部分要求停止对朝鲜的“外国干涉”，并呼吁“停战协定的实际当事各方”“在解散‘联合国军司令部’和撤出打着联合国旗帜驻在南朝鲜的一切外国军队的情况下”以一项和平协定来取代停战协定；决议A、B部分被同时通过。但至今尚未簽署和平協定，联合国军司令部也未撤销。1978年，韓美聯合軍司令部成立，使大韓民國國軍前線部隊的任務由联合国军司令部移交給韓美聯合司令部管轄；依據法律，韓美聯合司令部的司令由駐韓美軍司令兼任，副司令則為韓國陸軍的四星上將。
1994年，時任聯合國秘書長布特羅斯·布特羅斯-加利在給北韓外交部長的一封信中寫道：「安理會並未將聯合國軍司令部設立為其管轄的附屬機構，而只是建議設立這樣一個司令部，並明確其受美國管轄。因此，解散聯合國軍司令部不屬於任何聯合國機構的責任，而是屬於美國政府的職權範圍。」
1994年，韓國國軍的平時指揮權向韓方移交。而韓國原定在2015年12月接管韓軍的戰時作戰指揮權；但在2014年10月，時任韓國國防部長韓民求宣布這一期限將後延到2020年代中期。
2010年6月25日起，联合国曾多次在其官网和官方新浪微博中称：“由安理会第84号决议授权成立的国际部队并不是联合国维持和平行动。这支部队并不是在秘书长的权力之下，而是在美国的统一指挥下。关于其在战斗时期中行动的报告并未提交给联合国的任何机构。这是在苏联为抗议中国的代表权问题而缺席安理会时采取的一个强制行动。1950年10月19日，中国志愿军开始与北朝鲜并肩作战，抗击‘联合国军’。1975年，联大通过第3390号决议，要求解散‘联合国军司令部’。”，但联合国军战斗时期中行动的报告曾提交过联合国安理会。
2017年7月1日，朝鲜维护和平全国民族委员会发言人在首尔成立联合国军司令部60周年时发表谈话，要求美国解散驻韩国的联合国军司令部，美方不予回應。
2023年11月14日，韩国国防部长官申源湜和美国国防部长劳埃德·奥斯汀等17个成员国代表在首尔龙山区的国防部大楼举行首次韩国和联合国军司令部国防部长会议。韩国和联合国军司令部17个成员国宣布，朝鲜半岛若再次发生威胁韩国安全的敌对行为或武力攻击，各国将携手应对。
2024年10月14日，联合国和平行动部战略宣传股主管尼克·伯恩巴克称「联合国没有自己的常备军队或警察部队，但会根据每次行动的具体需求请会员国派遣军事和警察人员。」

## 兵力

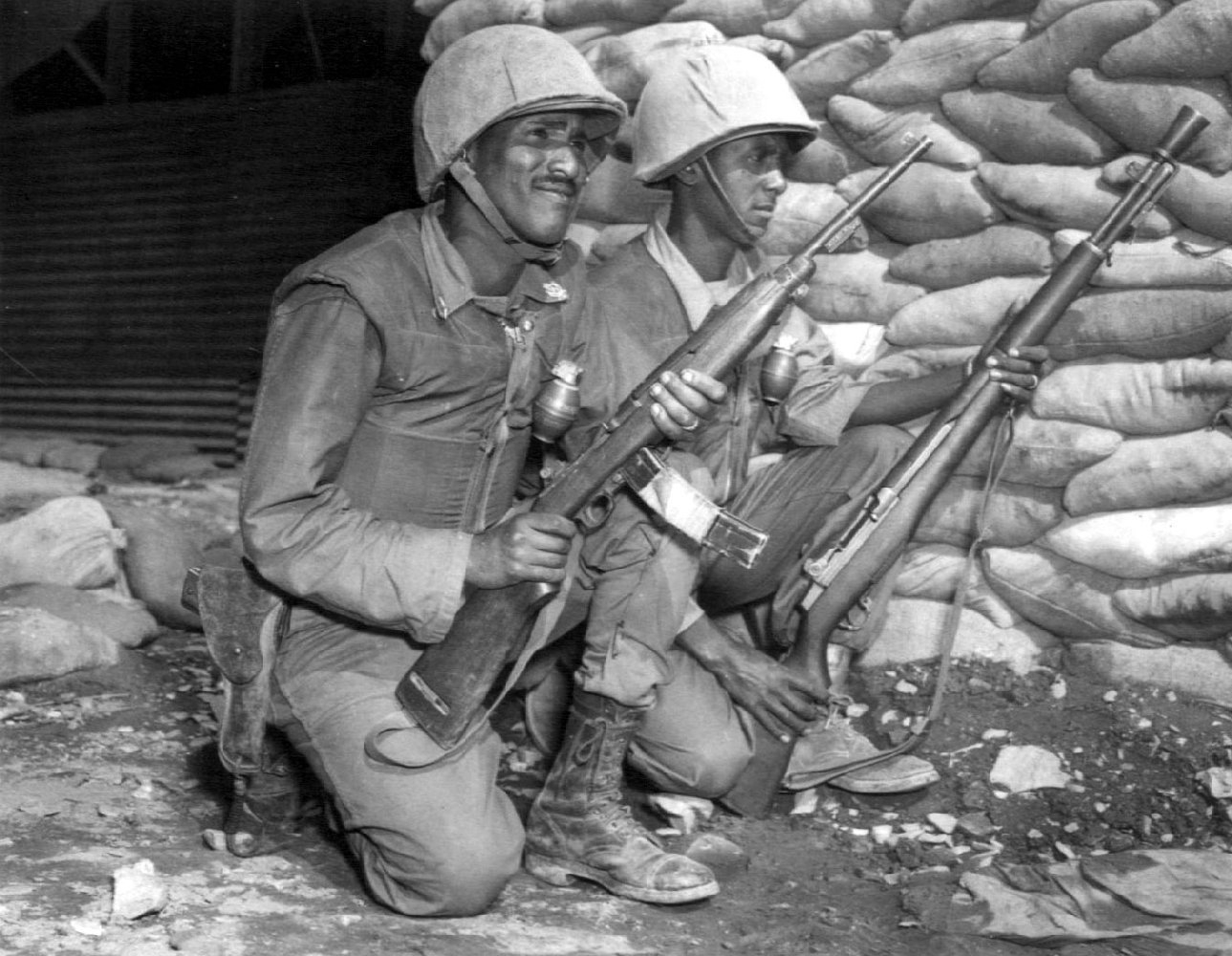
參與韓戰的衣索比亞帝國士兵，1953年

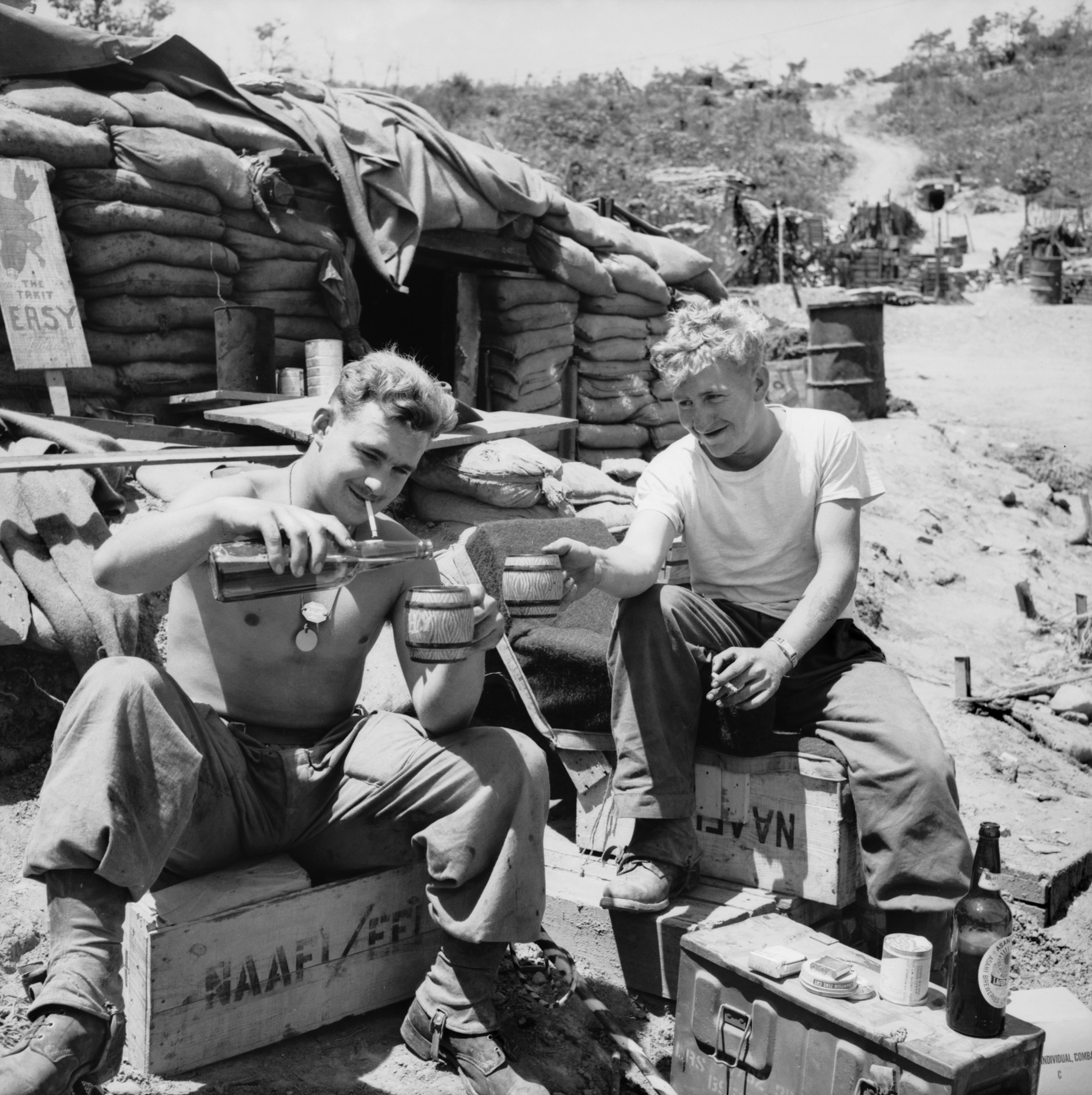
參加韓戰的澳大利亞陸軍士兵，1952年

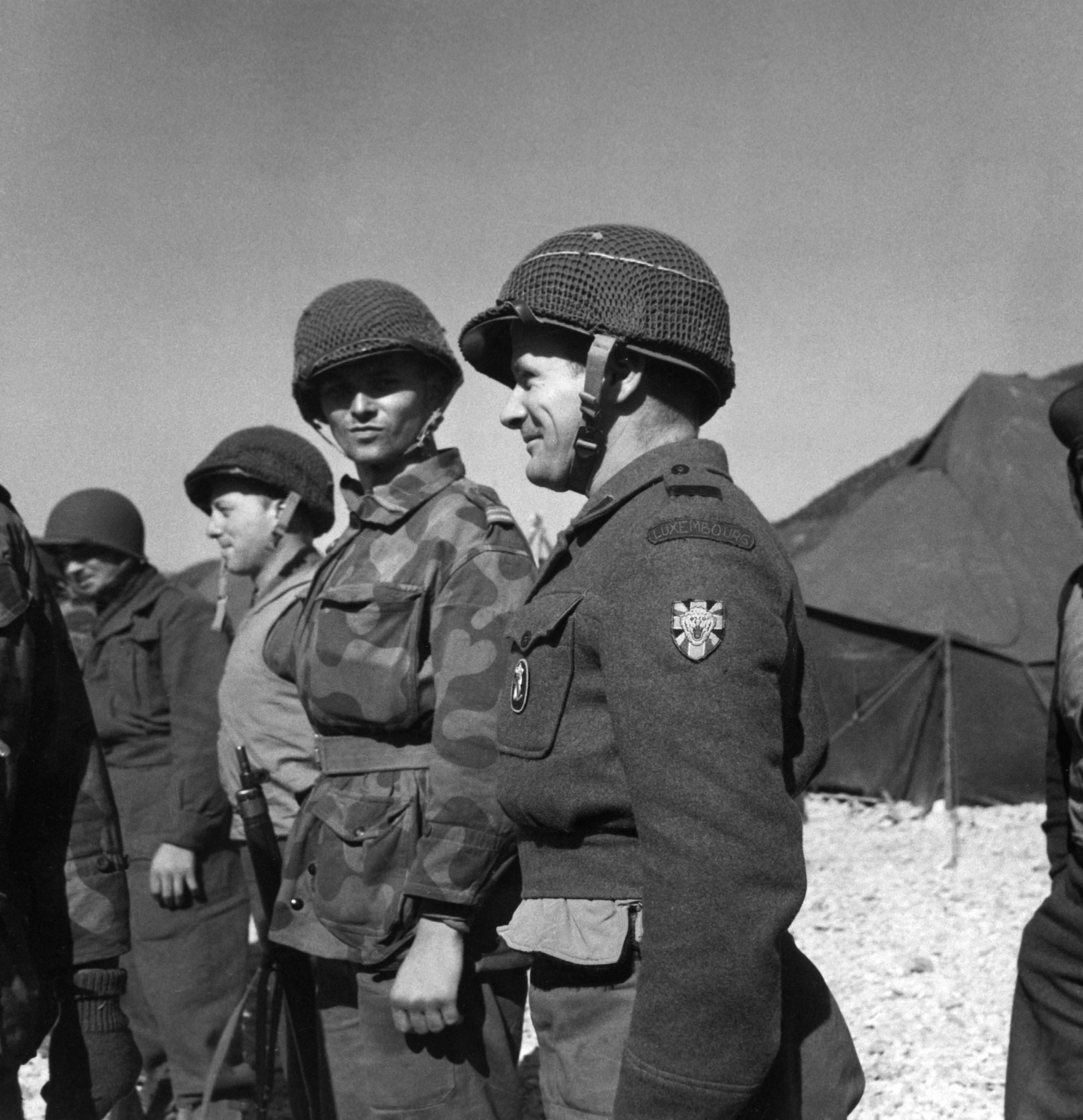
參加韓戰的盧森堡士兵，1953年

朝鲜战争期间，美国出兵居第一位，兵力达30多万人；英国居第二位，兵力超过1.4万人；加拿大居第三位，兵力达6,100多人；土耳其居第四位，兵力达5,400多人。据统计，朝鲜战争期间，联合国方和韓國平民共死亡6万8,833人，负伤10万4,453人，被俘2,970人，失踪4万267人。
美国在朝鲜战争中战场兵力最多时达30万2,483人；动用了其陆军兵力的三分之一，海军兵力的一半，出动各种舰艇210艘，海军航空兵的作战飞机383架；空军兵力的五分之一，先后出动各种飞机数万架次，战场上飞机最多时达1,700多架。参战的美军精锐部队有第1騎兵师，“美利坚之剑”第1海軍陸戰师，“滴漏器师”第7步兵师，“王牌飞行队”空軍第4联队等王牌部队。朝鲜战争老兵纪念碑上刻的数字：死亡5万4246人，负伤10万3,284人，被俘7,140人，失踪8,177人。但美国国防部于2000年宣布朝鲜战争中美军阵亡士兵的统计数字存在重大失误：实际阵亡人数应为3万6,940人（原数字包括了战区内死亡、非战斗原因死亡和战区外死亡人数）。美国“朝鲜战争老兵纪念碑”和《大英百科全书》上都使用了错误的统计数字。據此整个朝鲜战争期间，美军傷亡超过15万人。
英国在朝鲜战争期间共投入兵力1万4,198人。先后有陆军第2旅、28旅、29旅，海军包括航空母舰在内的舰艇21艘、飞机80架。其中第27旅榴弹砲营、英军第28旅的“皇家苏格兰团”第1营、英军第29旅的“格洛斯特营”和“皇家戰車营”四支成建制的部队在戰鬥中蒙受嚴重傷亡。
法国于1950年7月22日派遣一艘驱逐舰前往朝鲜，加入“联合国军”海军行列。8月25日，又组建1个独立营，隊名为“聯合國軍法國營”，全营1,065名官兵。比利时于1951年1月31日派一个步兵营入朝，隶属于美军第1军指挥。土耳其投入1个步兵旅，开始配属在美军第9军，后来配属在美军第1军的序列中。泰国原定出动1个团，实际上仅出动21团1个步兵营及2艘小型护卫舰、1艘支援舰、1个空中运输中队。
| 各國投入兵力概况 | 各國投入兵力概况 | 各國投入兵力概况 | 各國投入兵力概况 | 各國投入兵力概况 | 各國投入兵力概况 | 各國投入兵力概况 |
| 國家             | 入朝时间         | 參戰             | 死亡             | 負傷             | 失蹤             | 被俘             |
| ---------------- | ---------------- | ---------------- | ---------------- | ---------------- | ---------------- | ---------------- |
| 美国             | 1945年9月8日     | 302,483          | 36,940           | 103,284          | 8,177            | 7,140            |
| 英国             | 1950年7月7日     | 14,198           | 1,109            | 2,674            | 1,060            |                  |
| 加拿大           | 1950年7月28日    | 6,146            | 516              | 1,255            | 2                |                  |
| 土耳其           | 1950年10月17日   | 5,453            | 721              | 2,111            | 168              | 216              |
|                  | 1950年7月7日     | 2,282            | 339              | 1,200            | -                | -                |
| 菲律賓           | 1950年9月19日    | 1,496            | 112              | 229              |                  |                  |
| 荷蘭             | 1950年7月15日    | 819              | 123              |                  |                  |                  |
| 法國             | 1950年7月29日    | 1,119            | 271              | 1,008            | 7                | 12               |
| 希臘             | 1950年11月25日   | 1,263            | 199              | 610              |                  |                  |
| 新西兰           | 1950年7月15日    | 1,385            | 33               |                  |                  |                  |
| 泰國             | 1950年11月7日    | 1,204            | 129              | 1,139            | 5                |                  |
| 衣索比亞         | 1951年5月5日     | 1,271            | 121              |                  |                  |                  |
| 哥伦比亚         | 1952年4月30日    | 1,068            | 163              | 448              | 2                | 28               |
| 比利时           | 1951年1月31日    | 900              | 97               | 350              | 350              |                  |
| 南非聯邦         | 1950年10月4日    | 826              | 28               |                  | 8                |                  |
| 盧森堡           | 1951年1月31日    | 44               | 7                | 21               |                  |                  |

## 历任总司令
1978年11月7日起由韓美聯合司令部兼轄
|    | 圖片 | 姓名                                        | 說明 | 上任           | 卸任           |
| -- | ---- | ------------------------------------------- | --- | -------------- | -------------- |
| 1  |      | 道格拉斯·麦克阿瑟                           | 1950年6月26日，当时任美国总统的杜鲁门下令驻日美军协助大韩民国国军作战。7月8日，杜鲁门指定麦克阿瑟担任联合国军的指挥官。6天后，李承晚将韓國國軍指挥权交给麦克阿瑟。9月15日，联合国军在麦克阿瑟的指挥下实行仁川登陆。 麦克阿瑟在朝鲜的很多行动都未得到华府的首肯，有些甚至违背华盛顿的决策，因而被免職。這項命令是麥克阿瑟在無線電廣播中與全世界民眾一起知悉的。 | 1950年7月7日   | 1951年4月11日  |
| 2  |      | 马修·李奇威                                 | 1952年5月，李奇威接替艾森豪威尔，担任欧洲盟军最高司令。 | 1951年4月11日  | 1952年5月12日  |
| 3  |      | 马克·克拉克                                 | 1953年7月27日，克拉克將軍代表聯合國部隊，與朝鲜陸軍和中國人民志愿軍，在板門店簽署停戰協定。 | 1952年5月12日  | 1953年10月7日  |
| 4  |      | 約翰·E·赫爾                                 | | 1953年10月7日  | 1955年4月1日   |
| 5  |      | 麥克斯韋·D·泰勒                             | | 1955年4月1日   | 1955年6月5日   |
| 6  |      | 李曼·雷姆尼澤                               | | 1955年6月5日   | 1957年7月1日   |
| 7  |      | 喬治·戴克                                   | | 1957年7月1日   | 1959年6月30日  |
| 8  |      | 卡特 B. 馬格魯德                            | | 1959年7月1日   | 1961年6月30日  |
| 9  |      | 蓋·梅洛伊                                   | | 1961年7月1日   | 1963年7月31日  |
| 10 |      | 漢密爾頓·豪澤                               | | 1963年8月1日   | 1965年6月15日  |
| 11 |      | 德懷特·E·比奇                               | | 1965年6月16日  | 1966年8月31日  |
| 12 |      | 查爾斯·H·博內斯蒂爾三世                     | | 1966年9月1日   | 1969年9月30日  |
| 13 |      | 約翰·赫西·米凱利斯                          | | 1969年10月1日  | 1972年8月31日  |
| 14 |      | 唐納德·貝奈特                               | | 1972年9月1日   | 1973年7月31日  |
| 15 |      | 理查德·斯蒂威爾                             | | 1973年8月1日   | 1976年10月8日  |
| 16 |      | 約翰·維西 （John W. Vessey）                | 陸軍上將 | 1976年10月8日  | 1979年7月10日  |
| 17 |      | 约翰·威克姆 （John A. Wickham, Jr.）        | 陸軍上將 | 1979年7月10日  | 1982年6月4日   |
| 18 |      | 羅伯特·森納瓦德 （Robert W. Sennewald）     | 陸軍上將 | 1982年6月4日   | 1984年6月1日   |
| 19 |      | 威廉·利弗西 （William J. Livsey）           | 陸軍上將 | 1984年6月1日   | 1987年6月25日  |
| 20 |      | 路易斯·梅尼特里 （Louis C. Menetrey）       | 陸軍上將 | 1987年6月25日  | 1990年6月26日  |
| 21 |      | 羅伯特·里斯卡西 （Robert W. RisCassi）      | 陸軍上將 | 1990年6月26日  | 1993年6月15日  |
| 22 |      | 蓋瑞·路克 （Gary E. Luck）                  | 陸軍上將 | 1993年6月15日  | 1996年7月9日   |
| 23 |      | 約翰·提拉立 （John H. Tilelli）             | 陸軍上將 | 1996年7月9日   | 1999年12月9日  |
| 24 |      | 托馬斯·施瓦茨 （Thomas A. Schwartz）        | 陸軍上將 | 1999年12月9日  | 2002年5月1日   |
| 25 |      | 利昂·拉波特 （Leon J. LaPorte）             | 陸軍上將 | 2002年5月1日   | 2006年2月3日   |
| 26 |      | 波維爾·貝爾 （B. B. Bell）                  | 陸軍上將 | 2006年2月3日   | 2008年6月3日   |
| 27 |      | 沃尔特·夏普 （Walter "Skip" Sharp）         | 陸軍上將 | 2008年6月3日   | 2011年7月14日  |
| 28 |      | 詹姆斯·瑟曼 （James D. Thurman）            | 陸軍上將 | 2011年7月14日  | 2013年10月2日  |
| 29 |      | 柯帝士·斯卡帕羅蒂 （Curtis M. Scaparrotti） | 陸軍上將 | 2013年10月2日  | 2016年4月30日  |
| 30 |      | 文森特·布魯克斯 （Vincent K. Brooks）       | 陸軍上將 | 2016年4月30日  | 2018年11月7日  |
| 31 |      | 羅伯特·艾布蘭 （Robert B. Abram）           | 陸軍上將 | 2018年11月7日  | 2021年7月2日   |
| 32 |      | 保罗·拉卡梅拉 （Paul LaCamera）             | 陸軍上將 | 2021年7月2日   | 2024年12月20日 |
| 33 |      | 澤維爾·布倫森 （Xavier Brunson）            | 陸軍上將 | 2024年12月20日 | 現任           |

## 纪念
- 朝鲜战争老兵纪念碑
- 伦敦朝鲜战争纪念碑
- 聯合國紀念墓園（韓國釜山）